# Francesco de Sanctis
Francesco de Sanctis (n. 28 martie 1817 - d. 29 decembrie 1883) a fost un critic și istoric literar italian, întemeietorul criticii moderne italiene.

## Biografie
S-a născut într-o familie de proprietari de pământ aparținând clasei de mijloc.
A studiat literatura la Napoli, apoi la școala particulară a scriitorului Basilio Puoti.
Participant la Revoluția de la 1848, este ulterior arestat timp de trei ani, mai târziu fiind nevoit să trăiască în exil.
În perioada 1856 - 1860, a fost profesor de literatură italiană la Politehnica din Zürich.
În 1860 a fost numit de Garibaldi guvernator de Avellino.
A fost ministru al instrucțiunii publice în cadrul cabinetului Cavour în perioadele 1861-1862 și 1878-1881.
În perioada 1871-1883 a fost profesor de literatură comparată la Universitatea din Napoli.

## Concepții estetico- literare
Având ca punct de plecare estetica lui Giambattista Vico, cea a romanticilor germani Schelling și Hegel, de Sanctis impune conceptul privind legătura dintre formă și conținut al operei literare.
Criticând literatura lipsită de conținut și critica retorică, de Sanctis promovează literatura italiană, iar prin opera sa a influențat gândirea lui Benedetto Croce și Antonio Gramsci.

## Opera
- 1849: Eseuri critice ("Saggi critici");
- 1870 - 1871: Istoria literaturii italiene ("Storia della letteratura italiana"), monument al criticii europene din secolul al XIX-lea;
- 1872: Noi eseuri critice ("Nuovi saggi critici");
- 1877: Literatura italiană în secolul al XIX-lea ("La letteratura italiana nel XIX secolo");
- 1878: Studiu despre Émile Zola ("Studio sopra Emilio Zola");
- 1879: Zola și "L'Assomoir" ("Zola e L'Assomoir");
- 1913: Scrisori din Zürich către Diomede Marvasi ("Lettere da Zurigo a Diomede Marvasi");
- 1926: Teoria și istoria literaturii: Lecții ținute la Neapole intre 1839 și 1848 ("Teoria e storia della letteratura: Lezioni tenute in Napoli dal 1839 al 1848");
- 1937: Scrisori din exil ("Lettere dall'esilio");
- 1938: Lecții inedite despre Divina Comedie. Cursurile torineze din 1854 - 1855 ("Lezioni indedite sulla Divina Commedia. I corsi torinesi del 1854 - 1855");
- 1938: Tinerețea ("La giovinezza");
- 1955: Scrisori către Pasquale Villari ("Lettere a Pasquale Villari");
- 1955: Lecții zuricheze despre Petrarca și alte scrieri ("Lezioni zurichesi sul Petrarca e alti scritti").